# JDMK
Java Dynamic Management Kit o JDMK es una solución basada en la tecnología Java para crear y distribuir la inteligencia de administración en recursos en red. Permite la creación de "agentes inteligentes" basados en java que son lo suficientemente inteligentes para mantener el ritmo de una red que cambia dinámicamente. Al crear la inteligencia de administración en dispositivos, los agentes pueden realizar tareas independientemente del administrador, con lo que se agiliza y se mejora la resolución de los problemas, disminuye el tráfico de red, se reduce la intervención humana y aumenta la eficacia de los medios de gestión de la red.